# Sambeek

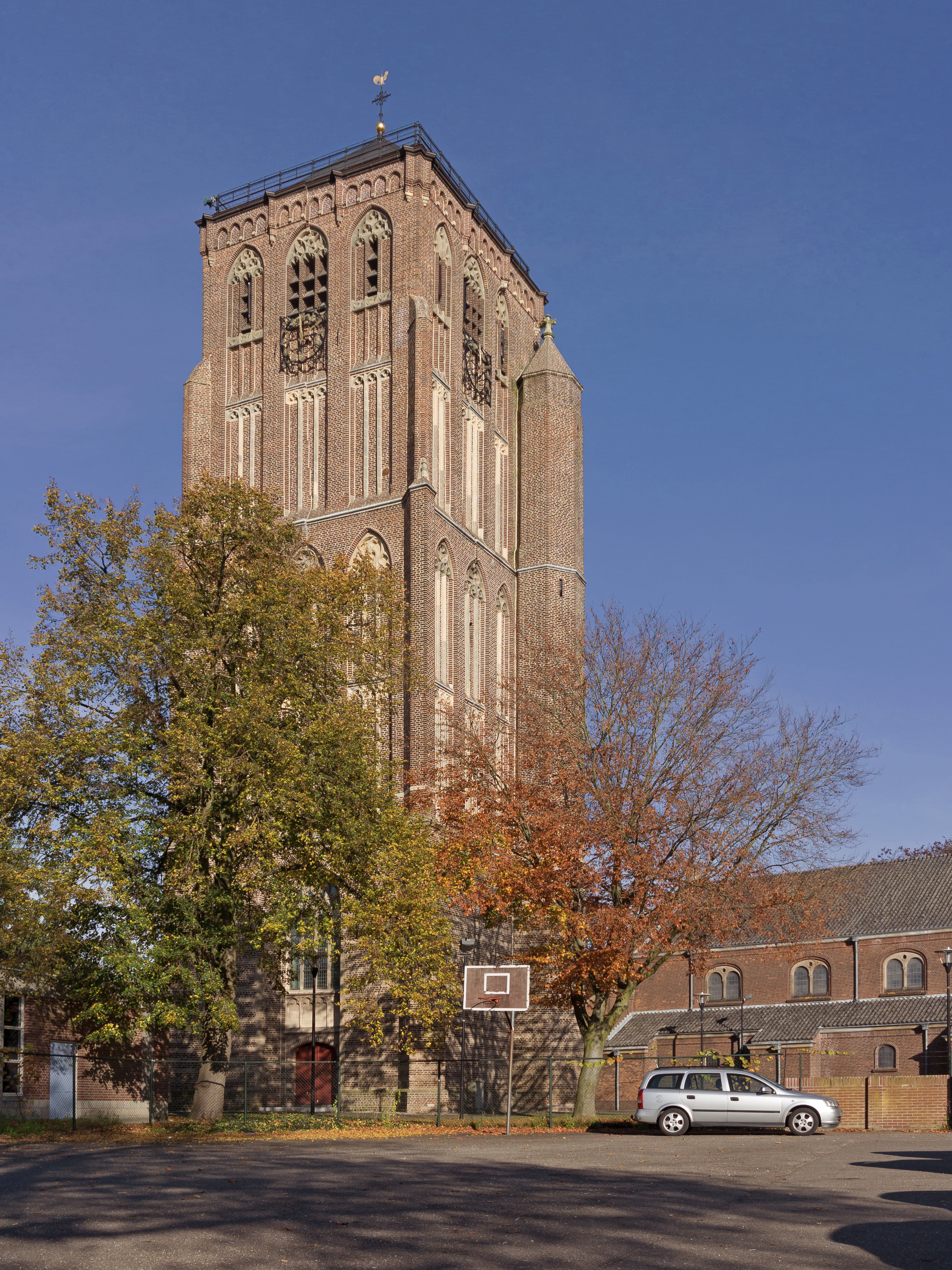
Sambeek, tour de l'église (de Sint Jan de Doperkerk)

Sambeek est un village situé dans la commune néerlandaise de Boxmeer, dans la province du Brabant-Septentrional. Le 1er janvier 2008, le village comptait 1 719 habitants.
À Sambeek se trouve l'un des plus anciens tilleuls des Pays-Bas, le Tilleul de Sambeek.
Sambeek a été une commune indépendante jusqu'au 1er mai 1942. La commune fut coupée en deux : le village et la partie orientale furent rattachés à Boxmeer, la partie occidentale et le village de Westerbeek allaient à la nouvelle commune d'Oploo, Sint Anthonis en Ledeacker.